# Enicospilus batus
Enicospilus batus là một loài tò vò trong họ Ichneumonidae.